# Clotilde Ngouabi
Clotilde Ngouabi (née Martin), née le 4 juin 1940 à Walscheid et morte le 30 octobre 2019 à Strasbourg, fut, entre 1968 et 1972, l'épouse de Marien Ngouabi, président de la république du Congo.

## Biographie

### Jeunesse
Née à Walscheid, petite commune du canton de Sarrebourg en Moselle, le 4 juin 1940, Clotilde Martin est une jeune fille d’origine modeste, dont le père Jean-Baptiste Martin (7 juillet 1880, Marmoutier - 3 novembre 1960, Walscheid) était le doyen des maîtres bûcherons de la région. Sa mère se nomme Joséphine Haffner (1er décembre 1895, Saint-Louis - ?)  
Après l’école communale, elle rejoint comme ouvrière la verrerie de Troisfontaines, avant de déménager à Strasbourg, où elle est d’abord femme de ménage chez une institutrice, puis vendeuse dans une boulangerie-pâtisserie.

### La rencontre avec Marien
Serveuse dans un salon de thé, elle rencontre le jeune sous-lieutenant Marien Ngouabi, étudiant congolais à l'École spéciale militaire de Saint-Cyr.
Ils se marient en 1962 à Graffenstaden puis à l'église saint-Nicolas de Strasbourg.
De retour au Congo, Marien Ngouabi, promu lieutenant, prend ses fonctions dans l’armée congolaise, en qualité d’adjoint au commandant du bataillon d’infanterie de la garnison de Pointe-Noire. 
Le couple a deux garçons, tous les deux nés à Pointe-Noire. L'aîné Marien Junior (1963-1991), mort assassiné en 1991 dans une boîte de nuit à Brazzaville et le cadet Roland (1965), colonel dans la police congolaise.
Les activités politiques amènent Marien Ngouabi, en position de force, à devenir le troisième président de la République du Congo le 31 décembre 1968, à la place d'Alphonse Massamba-Débat. Ceci fait de Clotilde la Première dame du pays.
Lorsque Marien Ngouabi s'éprend de Céline Mvouka qui deviendra sa seconde épouse, Clotilde Martin se sépare de son mari et rentre en France. Marien l'aurait répudiée pour se conformer au dogme du socialisme scientifique, en prenant pour épouse une ressortissante de son pays d'origine. Le divorce est prononcé en 1972 après plusieurs mois de séparation.
L'appartement dans lequel vivrait Clotilde à Strasbourg, rue du Canal, avait été offert par le président algérien Houari Boumédiène, car les enfants et leur mère vivaient à l’hôtel pendant la procédure de divorce,.
Selon le diplomate Henri Lopes, dans son roman Il est déjà demain, ce serait Omar Bongo, alors président du Gabon, qui aurait financé ce logement.
Clotilde Ngouabi décède le 30 octobre 2019 à Strasbourg, ville dans laquelle elle s'était retirée de la vie publique.

## La mort de Marien Ngouabi
Marien Ngouabi Junior a assisté à l'assassinat de son père le 18 mars 1977.
Clotilde, expressément venue de France pour l'occasion, et ses deux garçons habillés en treillis et képis militaires (uniforme qu'affectionnait le défunt président), la veuve Céline Ngouabi, avec une grossesse presque à terme, accompagnée de ses deux enfants, étaient présents lors des funérailles de Marien Ngouabi.